# Gaetano Donizetti
Domenico Gaetano Maria Donizetti (29. listopadu 1797, Bergamo, Itálie – 8. dubna 1848, Bergamo) byl italský operní skladatel. Jeho nejslavnější díla jsou opery Nápoj lásky (1832) a Lucie z Lammermooru (1835). Operní scény celého světa uvádějí velmi často jeho další díla, např. Anna Bolena (1830), Roberto Devereux (1837) nebo Don Pasquale (1843). Donizetti byl spolu s Vincenzem Bellinim a Gioacchinem Rossinim vůdčí osobností operního skladatelského stylu belcanto, pěstovaného především v Itálii.

## Životopis

### Původ a mládí
Narodil se v Bergamu v roce 1797 ve velmi chudé rodině s pěti dětmi jako nejmladší z těch, které přežily útlé dětství. V rodině nebyla žádná hudební tradice. Zpočátku bydlela celá rodina ve čtvrti Borgo Canale ve dvou tmavých sklepních místnostech. Když otec Andrea Donizetti dostal místo hlídače městské zastavárny, mohla se rodina v roce 1808 přestěhovat do domu, kde otec pracoval. Gaetanova matka Domenica a sestry Maria Roselinda (* 1790) a Maria Antonia (* 1795) vydělávaly skromné peníze jako švadleny. Gaetano měl dva starší bratry, Giuseppe se narodil v roce 1788 a Francesco v roce 1792.
Gaetanův hudební talent se záhy projevil. Jeho prvním učitelem hudby byl Johann Simon Mayr, maestro di capella bergamské baziliky a úspěšný operní skladatel. Donizetti byl zpěvákem v chlapeckém sboru a v roce 1806 byl jedním z prvních žáků, kteří se zapsali do školy Lezioni Caritatevoli (založené v Bergamu právě Simonem Mayrem), kde obdržel stipendium. Tato škola byla založena z charitativních důvodů, aby pomohla mladým talentovaným žákům, kteří byli bez finančních prostředků. Donizetti zde získal důkladné znalosti kompozičních prvků fugy a kontrapunktu.
Pozoruhodné je, že jeho starší bratr Giuseppe Donizetti se v roce 1828 stal generálním instruktorem hudby u dvora osmanského sultána Mahmuta II. (1808-1839).

### Skladatelská dráha
Ještě během Donizettiho mládí v Bergamu začala jeho kariéra operního skladatele. Nejprve napsal několik menších skladeb pod dohledem Paola Zancy a vzápětí napsal svou čtvrtou operu Zoraida di Granata. Tato práce přímo ohromila Domenica Barbaiu, prominentního divadelního impresária. Donizetti obdržel smlouvu pro slavný operní dům v Neapoli. Psal a skládal také pro operní divadla v Římě a Miláně (Teatro alla Scala) a dosáhl značného úspěchu na všech těchto operních scénách. Téměř každá z jeho oper měla úspěch u publika, ale pro hudební kritiky byla některá díla nepříliš zajímavá. Donizetti však dosud nebyl dobře znám v zahraničí, ale to jen do roku 1830, kdy měla jeho první tzv. tudorovská opera Anna Bolena premiéru v Miláně. Touto operou se téměř okamžitě stal slavným po celé Evropě. Další opera Nápoj lásky (L'elisir d'amore), komedie vytvořená v roce 1832, následovala záhy. Je to jedno z mistrovských děl komické opery, podobně jako jedna z jeho posledních oper Don Pasquale, napsaná v roce 1843.

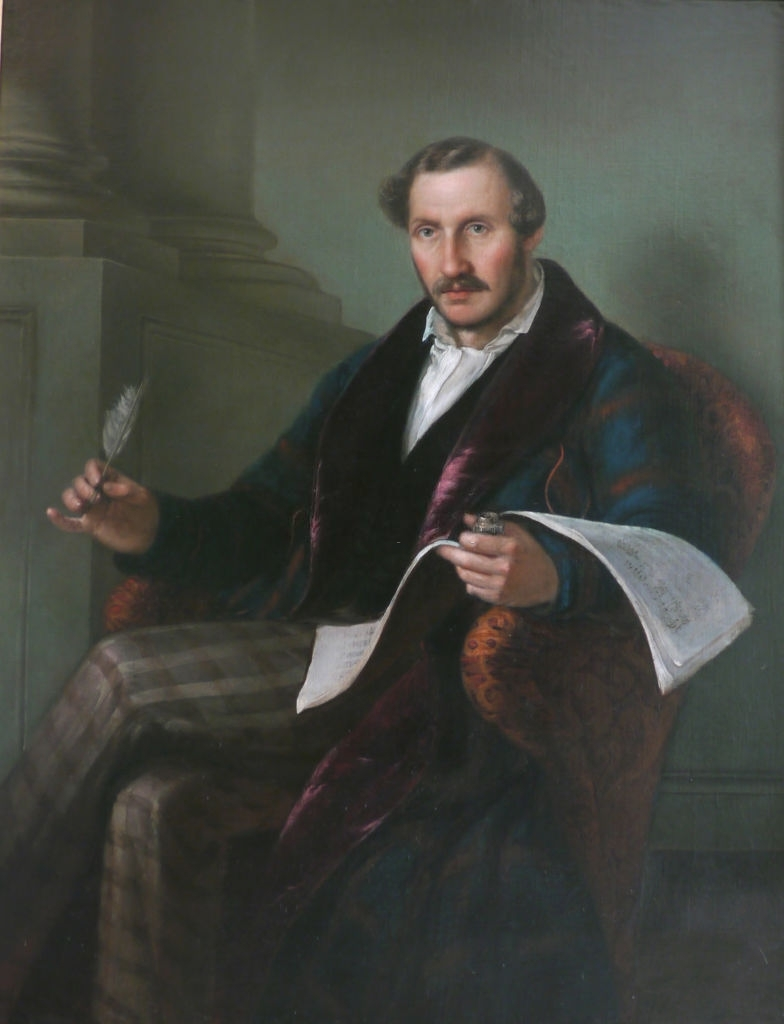
Gaetano Donizetti, obraz od Giuseppe Rillosiho (1811–1880)

Po úspěchu opery Lucrezia Borgia (1833) se Donizettiho reputace upevnila. Poté Donizetti následoval příkladů Rossiniho a Belliniho a usadil se načas v Paříži. Zde však jeho další dílo Marino Falerio v porovnání s Belliniho slavnou operou Puritáni víceméně propadla a Donizetti se vrátil do Neapole. Tři roky po Nápoji lásky, tedy v roce 1835, zde vytvořil operu Lucia di Lammermoor, své nejslavnější dílo z oboru tragické opery a jedno z nejskvělejších děl ve stylu belcanta vůbec. Svými kvalitami dosahuje úrovně slavné opery Vincenza Belliniho Norma. Jak Donizettiho sláva rostla, rostly i jeho závazky, neboť měl smlouvy jak v Itálii, tak i ve Francii. V roce 1838 se znovu přesunul do Paříže, a to po zásahu italské cenzury proti uvedení další jeho opery Poliuto. Tato opera byla jednoduše zakázána s odůvodněním, že prý dílo s tak vážným náboženským obsahem nelze uvádět v divadle. V Paříži pak napsal operu Dcera pluku (La fille du régiment) na francouzské libreto, která se stala dalším velkým úspěchem.

### Hudební tvorba
Donizetti je nejznámější svými operními díly, ale věnoval se i dalším hudebním formám, ve kterých vytvořil řadu pozoruhodných děl. Byla to hudba církevní, poměrně hodně smyčcových kvartet a několik děl orchestrálních.
Donizettiho styl obohatil tradici belcanta, kterou začali a zpopularizovali Gioacchino Rossini a Vincenzo Bellini. Tito tři skladatelé jsou obecně uznáváni jako zakladatelé tohoto stylu, jehož vrchol byl na počátku 19. století. Během jeho života a ještě dosti dlouho po smrti se Donizettiho práce těšily značné popularitě, ale začátkem 20. století byly téměř úplně zastíněny vážnými mistrovskými díly Richarda Wagnera, Giuseppe Verdiho a Giacoma Pucciniho. Dost k tomu přispělo i to, že díla z období belcanta jsou technicky velmi náročná na pěveckou techniku. Zpěváků, kteří belcanto perfektně ovládali, bylo tehdy poskrovnu, a tak díla všech tří skladatelů (Rossiniho, Donizettiho a Belliniho) téměř zapadla na dobu skoro 60 let. Nicméně zhruba od roku 1950 zájem o belcanto opět vrostl a Donizettiho opery Lucie z Lammermooru, Dcera pluku, Don Pasquale a Nápoj lásky byly převzaty mnoha operními scénami do standardního repertoáru.
Celkově vytvořil Donizetti 71 oper. Z tohoto počtu partitur je několik ztracených, mj. dvě rané opery z roku 1837. Donizetti složil mnoho oper na historická témata. S oblibou se věnoval osudům nešťastných žen. Nejméně sedm z jeho děl se odehrává ve středověké nebo renesanční Anglii či Skotsku. Jsou to Emilia di Liverpool (1824), Il castello di Kenilworth (1829), Anna Bolena (1830), Rosmonda d´Inghilterra (1834), Maria Stuarda (1835), Lucia di Lammermoor (1835) a Roberto Devereux (1837). Poslední z těchto oper pojednává o osudu Roberta Devereux, 2. hraběte z Essexu, popraveného po nezdařeném povstání v roce 1601. Podle libreta byl posledním milencem anglické královny Alžběty I., která prožívá velkou duševní krizi poté, co podepsala jeho rozsudek smrti.

### Nemoc a smrt
Donizettiho postihly kruté osudové rány. Jeho manželka Virginia Vasselli mu porodila tři syny, ale žádný z nich nepřežil. Během jediného roku zemřeli jak jeho rodiče (1836), tak i jeho manželka při epidemii cholery (1837). V roce 1843 se u Donizettiho objevily příznaky pokročilé syfilidy, které se dále prohlubovaly natolik, že musel být uzavřen do ústavu pro duševně choré. V roce 1845 byl přáteli převezen do Ivry-sur-Seine u Paříže, kde byla mnohem lepší ústavní péče. Po návštěvách přátel, zvláště Giuseppe Verdiho, byl převezen zpět do rodného Bergama, kde po dvou letech totálního duševního rozkladu a utrpení v dubnu roku 1848 zemřel.